# 2709 Сејган
2709 Сејган (2709 Sagan) је астероид главног астероидног појаса са средњом удаљеношћу од Сунца која износи 2,195 астрономских јединица (АЈ).
Апсолутна магнитуда астероида је 13,3.